# Grañón
Grañón é um município da Espanha
na província e comunidade autónoma de La Rioja, de área 31,01 km² com população de 355 habitantes (2007) e densidade populacional de 11,93 hab/km².

## Demografia
| Variação demográfica do município entre 1991 e 2004 | Variação demográfica do município entre 1991 e 2004 | Variação demográfica do município entre 1991 e 2004 | Variação demográfica do município entre 1991 e 2004 |
| --------------------------------------------------- | --------------------------------------------------- | --------------------------------------------------- | --------------------------------------------------- |
| 1991                                                | 1996                                                | 2001                                                | 2004                                                |
| 487                                                 | 439                                                 | 396                                                 | 371                                                 |